# Transvasament Tajo-Segura
El transvasament Tajo-Segura és una de les obres hidràuliques d'enginyeria més grans realitzades mai a l'Estat espanyol. Els primers projectes daten de la Segona República Espanyola (1933) encara que les obres no van començar fins al 1966, dins del marc dels projectes de desenvolupament econòmic que caracteritzen la planificació econòmica franquista en els anys 1960, l'obra es va completar el 1979. Mitjançant aquest transvasament s'envia aigua des dels embassaments d'Entrepeñas, a la província de Guadalajara, i Buendía, a la província de Conca, al riu Segura mitjançant l'embassament de Talave.
El transvasament és gestionat des del govern central, ja que és competent en els rius que passen per diverses autonomies, per mitjà de la comissió d'explotació del transvasament Tajo-Segura dependent del Ministeri de Medi Ambient. Esta comissió és l'encarregada de decidir la quantitat transvasable i el seu ús, exceptuant quan els embassaments d'on es pren l'aigua (Entrepeñas i Buendía) a dia 1 de juliol posseeixin menys de 557 hm³. En aquest cas, la comissió passa al Consell de Ministres la capacitat de decidir, el qual decideix en funció de les circumstàncies per aprovar o denegar transvasaments. Si als embassaments esmentats hi ha 240 hm³ o menys d'aigua, no se'n pot transvasar aigua de cap manera, ja que aquesta quantitat és la necessària per a mantenir abastides les necessitats de la conca del riu Tajo.

## Externs externs
- Pàgina web de la Confederació Hidrogràfica del Segura
- Confederació Hidrogràfica del Tajo on es facilita informació sobre el transvasament Arxivat 2007-09-28 a Wayback Machine.